# Суперкубок Іспанії з футболу 2025
Суперкубок Іспанії з футболу 2025 — 40-й розіграш турніру. Матчі відбудуться з 7 по 11 січня 2026 року між чотирма найсильнішими командами Іспанії сезону 2024—25.
| Володар Суперкубка Іспанії 2025 |
| ------------------------------- |
|                                 |
|                                 |

## Формат
У турнірі візьмуть участь чотири найкращі команди Кубка Іспанії та Ла-Ліги:
- Чемпіон та володар Кубка Іспанії — «Барселона»
- Віце-чемпіон та фіналіст Кубка Іспанії — «Реал Мадрид»
- Бронзовий призер чемпіонату Іспанії  — «Атлетіко» (Мадрид)
- 4 місце Чемпіонату Іспанії — «Атлетік» (Більбао)

## Півфінали
| 7 січня 2026 |

| Барселона |  | Атлетік (Більбао) |
| --------- |  | ----------------- |
|           |  |                   |

|  |

| 8 січня 2026 |

| Реал Мадрид |  | Атлетіко (Мадрид) |
| ----------- |  | ----------------- |
|             |  |                   |

|  |